# 200 mètres féminin aux championnats du monde d'athlétisme 1993
Navigation
Tokyo 1991 Göteborg 1995
L'épreuve du 200 mètres féminin des championnats du monde d'athlétisme 1993 s'est déroulée les 17 et 19 août 1993 au  Gottlieb Daimler Stadion de Stuttgart, en Allemagne. Elle est remportée par la Jamaïcaine Merlene Ottey.
Après avoir établi le meilleur temps des demi-finales, la Jamaïcaine avait pour principales adversaires les Russes Irina Privalova et Galina Malchugina, l'Américaine Gwen Torrence, ainsi que la Française Marie-José Pérec qui a battu Ottey en juin lors du meeting de Saint-Denis. En finale, Ottey débouche du virage avec un mètre d'avance sur Torrence. Celle-ci finit fort mais la Jamaïcaine, à la peine, conserve deux centièmes d'avance sur l'Américaine. Pour sa huitième finale en championnats du monde, Merlene Ottey remporte enfin le titre mondial. 

## Résultats

### Finale
| Rang               | Athlète           | Pays       | Temps   | Temps décomposé   |
| ------------------ | ----------------- | ---------- | ------- | ----------------- |
| Médaille d'or      | Merlene Ottey     | Jamaïque   | 21 s 98 | 11 s 15 / 10 s 83 |
| Médaille d'argent  | Gwen Torrence     | États-Unis | 22 s 00 | 11 s 28 / 10 s 72 |
| Médaille de bronze | Irina Privalova   | Russie     | 22 s 13 | 11 s 30 / 10 s 83 |
| 4                  | Marie-José Pérec  | France     | 22 s 20 | 11 s 33 / 10 s 87 |
| 5                  | Mary Onyali       | Nigeria    | 22 s 32 | 11 s 36 / 10 s 96 |
| 6                  | Natalya Voronova  | Russie     | 22 s 50 | 11 s 33 / 11 s 17 |
| 7                  | Galina Malchugina | Russie     | 22 s 50 | 11 s 48 / 11 s 02 |
| 8                  | Dannette Young    | États-Unis | 23 s 04 | 11 s 88 / 11 s 16 |

### Demi-finales
| Rang | Athlète          | Pays           | Temps   | Notes |
| ---- | ---------------- | -------------- | ------- | ----- |
| 1    | Gwen Torrence    | États-Unis     | 22 s 20 |       |
| 2    | Irina Privalova  | Russie         | 22 s 20 |       |
| 3    | Natalya Voronova | Russie         | 22 s 35 |       |
| 4    | Marie-José Pérec | France         | 22 s 39 |       |
| 5    | Cathy Freeman    | Australie      | 22 s 58 |       |
| 6    | Elinda Vorster   | Afrique du Sud | 22 s 83 |       |
| 7    | Dahlia Duhaney   | Jamaïque       | 22 s 97 |       |
| 8    | Petya Pendareva  | Bulgarie       | 23 s 06 |       |

| Rang | Athlète           | Pays           | Temps   | Notes |
| ---- | ----------------- | -------------- | ------- | ----- |
| 1    | Merlene Ottey     | Jamaïque       | 22 s 12 |       |
| 2    | Galina Malchugina | Russie         | 22 s 22 |       |
| 3    | Mary Onyali       | Nigeria        | 22 s 35 |       |
| 4    | Dannette Young    | États-Unis     | 22 s 51 |       |
| 5    | Evette de Klerk   | Afrique du Sud | 22 s 76 |       |
| 6    | Pauline Davis     | Bahamas        | 22 s 94 |       |
| 7    | Silke Knoll       | Allemagne      | 23 s 07 |       |
| 8    | Michelle Finn     | États-Unis     | 23 s 26 |       |

## Légende
Records et Performances
- AR : Record continental (area record)
- CR : Record des championnats (championship record)
- MR : Record du meeting (meet record)
- NR : Record national (national record)
- OR : Record olympique (olympic record)
- PR : Record paralympique (paralympic record)
- PB : Record personnel (personal best)
- SB : Meilleure performance personnelle de la saison (season's best)
- WL : Meilleure performance mondiale de l'année (world leader)
- WJR : Record du monde junior (world junior record)
- WR : Record du monde (world record)

Circonstances et Conditions
- DNF : N'a pas terminé (did not finish)
- DNS : N'a pas pris le départ (did not start)
- DQ : Disqualification (disqualification)
- NM : Aucun essai valable enregistré (No Mark)
- Q : Qualifié « directement » au prochain tour (ou à la prochaine compétition), lors d'une compétition majeure, grâce au classement ou à la réalisation des minima (automatic qualifier)
- q : Qualifié au prochain tour (ou à la prochaine compétition), lors d'une compétition majeure, grâce au repêchage ou à la réalisation de l'une des meilleures performances parmi celles des « non qualifiés directement » (grâce au meilleur temps ou à la meilleure distance par exemple) (secondary qualifier)